# Alleghany County (North Carolina)
Alleghany County ist ein County im Bundesstaat North Carolina der Vereinigten Staaten. Der Verwaltungssitz (County Seat) ist Sparta, das nach der gleichnamigen Stadt Sparta in Griechenland benannt wurde.

## Geographie
Das County liegt im Nordwesten von North Carolina, grenzt im Norden an Virginia, ist im Westen etwa 45 km von Tennessee entfernt und hat eine Fläche von 610 Quadratkilometern, wovon 2 Quadratkilometer Wasserfläche sind. Es grenzt in North Carolina im Uhrzeigersinn an folgende Countys: Surry County, Wilkes County und Ashe County.
Alleghany County ist in sieben Townships aufgeteilt: Cherry Lane, Cranberry, Gap Civil, Glade Creek, Piney Creek, Prathers Creek und Whitehead.

## Geschichte
Alleghany County wurde 1859 aus Teilen des Ashe County gebildet. Benannt wurde es nach dem Allegheny River oder laut anderen Quellen, nach einem Indianerstamm.
Zehn Bauwerke und Stätten des Countys sind insgesamt im National Register of Historic Places eingetragen (Stand 22. Februar 2018).

## Demografische Daten

Alterspyramide des Alleghany Countys

Nach der Volkszählung im Jahr 2000 lebten im Alleghany County (North Carolina) 10.677 Menschen in 4.593 Haushalten und 3.169 Familien. Die Bevölkerungsdichte betrug 18 Einwohner pro Quadratkilometer. Ethnisch betrachtet setzte sich die Bevölkerung zusammen aus 95,69 Prozent Weißen, 1,23 Prozent Afroamerikanern, 0,26 Prozent amerikanischen Ureinwohnern, 0,20 Prozent Asiaten, 0,01 Prozent Bewohnern aus dem pazifischen Inselraum und 1,75 Prozent aus anderen ethnischen Gruppen; 0,86 Prozent stammten von zwei oder mehr Ethnien ab. 4,96 Prozent der Bevölkerung waren spanischer oder lateinamerikanischer Abstammung.
Von den 4.593 Haushalten hatten 24,8 Prozent Kinder unter 18 Jahren, die bei ihnen lebten. 58,3 Prozent davon waren verheiratete, zusammenlebende Paare, 7,5 Prozent waren allein erziehende Mütter und 31,0 Prozent waren keine Familien. 27,8 Prozent waren Singlehaushalte und in 14,0 Prozent lebten Menschen mit 65 Jahren oder älter. Die Durchschnittshaushaltsgröße betrug 2,28 und die durchschnittliche Familiengröße war 2,75 Personen.
19,4 Prozent der Bevölkerung waren unter 18 Jahre alt. 7,4 Prozent zwischen 18 und 24 Jahre, 26,3 Prozent zwischen 25 und 44 Jahre, 27,7 Prozent zwischen 45 und 64, und 19,2 Prozent waren 65 Jahre alt oder Älter. Das Durchschnittsalter betrug 43 Jahre. Auf alle weibliche Personen kamen 97,1 männliche Personen. Auf alle Frauen im Alter von 18 Jahren oder darüber kamen 95,5 Männer.
Das jährliche Durchschnittseinkommen eines Haushalts betrug 29.244 USD und das jährliche Durchschnittseinkommen einer Familie betrug 38.473 $. Männer hatten ein durchschnittliches Einkommen von 25.462 $ gegenüber den Frauen mit 18.851 $. Das Prokopfeinkommen betrug 17.691 $. 17,2 Prozent der Bevölkerung und 11,3 Prozent der Familien lebten unterhalb der Armutsgrenze. 20,8 Prozent von ihnen sind Kinder und Jugendliche unter 18 Jahre und 25,0 Prozent sind 65 Jahre oder älter.